# Méthode intergouvernementale
Ne doit pas être confondu avec Intergouvernementalisme (science politique).
La méthode intergouvernementale est, dans l'Union européenne, le mode de fonctionnement des institutions européennes pratiqué dans le cadre de la politique étrangère et de sécurité commune.
La méthode intergouvernementale se base sur les principes suivants :
- Les États membres partagent le droit d'initiative avec la Commission ;
- le Conseil se prononce à l'unanimité et non à la majorité qualifiée ;
- le Parlement n'a qu'un rôle consultatif ;
- la Cour de justice n'a qu'un rôle limité.

La méthode intergouvernementale s'oppose à la méthode communautaire, utilisée dans les autres politiques.
Les traités de Maastricht, d'Amsterdam et de Nice, ainsi que le traité établissant une Constitution pour l'Europe, ont progressivement réduit le champ de la méthode intergouvernementale au profit de la méthode communautaire.
La méthode communautaire diffère essentiellement de la méthode intergouvernementale par le fait que, dans cette méthode, la Commission européenne dispose du monopole du droit d'initiative.